# Bulurejo (Nguntoronadi)
Bulurejo is een bestuurslaag in het regentschap Wonogiri van de provincie Midden-Java, Indonesië. Bulurejo telt 2396 inwoners (volkstelling 2010).